# Karol Mroczkowski
Karol Leon Mroczkowski (ur. 28 sierpnia 1867 w Opatowie, zm. po 1939) – polski inżynier komunikacji.
Ukończył Instytut Inżynierów Komunikacji w Petersburgu (1891). Przed I wojną światową budował koleje i mosty w Rosji oraz ziemiach polskich pod zaborem rosyjskim.  Od 1900 r. należał do Stowarzyszenia Techników Polskich w Warszawie. Autor elewacji gmachu banku przy ul. Bielańskiej oraz wybudował wał miedzeszyński na prawym brzegu Wisły w Warszawie.
W odrodzonej Polsce był dyrektorem Wydziału Mostów w Towarzystwie Przemysłu Metalowego K. Rudzki i Sp. w Warszawie. Pod jego kierunkiem odbudowano liczne mosty zniszczone w czasie wojny i zbudowano nowe, m.in. most ks. J. Poniatowskiego oraz most i wiadukt na kolejowej linii średnicowej w Warszawie, poza tym 17-piętrowy gmach Towarzystwa „Przezorność” w Warszawie, 10 wież radiostacji transatlantyckiej w Babicach pod Warszawą i wiele mostów w Jugosławii.